# Plutonsbefäl
Plutonsbefäl är en beteckning (PB) på en nivå av befäl i svenska Försvarsmakten. Plutonsbefälet fungerar som troppchefer (ca 20 personer), ställföreträdande plutonchefer (ca 40 personer) och i vissa fall även plutonchefer. Värnpliktiga plutonsbefäl hade graden sergeant. Utbildningstiden för plutonsbefäl var tidigare varierande mellan lägst 325 och högst 525 dagar beroende på vapenslag samt befattning.
Försvarsmakten har börjat utbilda plutonsbefäl igen i samband med återinförandet av värnplikten. Tidigare fanns en befälsnivå för värnpliktiga ovanför plutonsbefäl som kallades kompanibefäl (KB). Kompanibefäl finns inte längre som befattning och därför är plutonsbefäl nu den högsta befälsnivån som värnpliktiga kan bli uttagna till. Utbildningstiden för plutonsbefäl är idag cirka 15 månader (varierar med truppslag), vilket motsvarar utbildningstiden som kompanibefälen hade förr. Värnpliktigt kompanibefäl hade 15 månaders utbildningstid. För att bli uttagen till plutonsbefäl idag krävs samma mönstringsvärden som för att bli kompanibefäl förr (innan yrkesförsvaret). Plutonsbefäl är den befattning som ställer högst krav på I-provet (generell begåvning) av alla befattningar för värnpliktiga.